# What/If 選択の連鎖
『What/If 選択の連鎖』（ワットイフ せんたくのれんさ、原題: What/If）は、2019年に配信されたアメリカ合衆国のテレビドラマシリーズ。3組のカップルを描くネオノワールスリラーで、企画・制作はマイク・ケリー、出演はジェーン・レヴィ、ブレイク・ジェンナー、レネー・ゼルウィガーなど。全10話のリミテッドシリーズで、2019年5月24日にNetflixオリジナル作品として全世界へ配信された。

## あらすじ
医薬品開発を手がける科学者のリサとその夫ショーン。会社の資金繰りに苦労するリサは、謎の女投資家アンから巨額の出資をオファーされる。しかしその条件は、夫ショーンを一晩差し出すというものだった。

## キャスト

### メイン
リサ
演 - ジェーン・レヴィ、声 - 山根舞

ショーン・ドノヴァン
演 - ブレイク・ジェンナー、声 - 小林親弘

トッド・アーチャー
演 - キース・パワーズ、声 - 高橋英則

アンジェラ・アーチャー
演 - サマンサ・マリー・ウェア、声 - 菊永あかり

マルコス
演 - フアン・カスターノ

イアン
演 - デイヴ・アナブル

エイブリー
演 - サーメル・ウスマニ

キャシディ
演 - ダニエラ・ピネダ、声 - 石川由依

ライオネル
演 - ジョン・クラレンス・スチュワート

フォスター
演 - ルイス・ハーサム、声 - 森功至

アン・モンゴメリー
演 - レネー・ゼルウィガー、声 - 石塚理恵

### リカーリング
ケヴィン
演 - デレク・スミス

Sophie
演 - ナナ・ガーナ

Miles
演 - モニーク・キム

Maddie Carter
演 - アリー・マクドナルド

Gage Scott
演 - ガブリエル・マン

Liam Strom
演 - ジュリアン・サンズ

## エピソード
| 通算 話数 | タイトル                | 監督                          | 脚本                             | 公開日        |
| --------- | ----------------------- | ----------------------------- | -------------------------------- | ------------- |
| 1         | "始まり" "Pilot"        | フィリップ・ノイス            | Mike Kelley                      | 2019年5月24日 |
| 2         | "進展" "What Now"       | フィリップ・ノイス            | Mike Kelley                      | 2019年5月24日 |
| 3         | "過去" "What Happened"  | Russell Fine                  | David Graziano                   | 2019年5月24日 |
| 4         | "波乱" "What Drama"     | Jessika Borsiczky             | Robin Wasserman                  | 2019年5月24日 |
| 5         | "前進" "What Next"      | Fernando Coimbra & Jill Maxcy | Blair Singer                     | 2019年5月24日 |
| 6         | "因果" "What History"   | ジョアンナ・カーンズ          | Brenna Kouf                      | 2019年5月24日 |
| 7         | "亡霊" "What Ghosts"    | David Rodriguez               | Elizabeth Benjamin               | 2019年5月24日 |
| 8         | "秘密" "What Secrets"   | Maggie Kiley                  | Blair Singer & Mike Kelley       | 2019年5月24日 |
| 9         | "修羅場" "WTF"          | J. Miller Tobin               | David Graziano & Robin Wasserman | 2019年5月24日 |
| 10        | "再出発" "What Remains" | Randy Zisk                    | Mike Kelley                      | 2019年5月24日 |

## 製作
2018年8月17日、Netflixは本作の製作を発表した。

## 評価

### 批評
本作は批評集積サイトのRotten Tomatoesに30件のレビューがあり、批評家支持率は40%、平均点は10点満点で5.35点となっている。また、Metacriticには10件のレビューがあり、加重平均値は57/100となっている。